# Lucyna Kęsy
Lucyna Kęsy, z domu Kotonowicz (ur. 5 marca 1986) – polska koszykarka, występująca na pozycjach rozgrywającej lub rzucającej, obecnie zawodniczka Mon-Polu Płock.

## Osiągnięcia
Stan na 28 lutego 2021.

### Drużynowe
- Wicemistrzyni I ligi (2015)[1]

### Indywidualne
- Zaliczona do I składu grupy A I ligi kobiet (2016, 2018)[2]